# Ханс Бонгарц
Ханс Бонгарц (3. октобар 1951) бивши је немачки фудбалер.

## Биографија
Бонгарц је рођен у Бону. Фудбалску каријеру је започео у СГ Ватеншајду 09 и постао централни везни играч на кога треба рачунати чак и пре него што је 1974. године прешао у Шалке 04. Прешао је у Кајзерслаутерн 1978. где је завршио каријеру 1984. Играо је укупно 298 утакмица у Бундеслиги, постигао 39 голова.
Учествовао је на Европском првенству 1976. у Југославији, када су освојили сребро. Одиграо је четири утакмице за репрезентацију Западне Немачке.
Касније је постао тренер Борусије Менхенгладбах и Кајзерслаутерна. Током сезоне 2003–04 био је тренер СГ Ватеншајда 09. Његов најбољи резултат у Бундеслиги као тренера је седмо место 1987. са Кајзерслаутерном.

## Успеси
Западна Немачка
- Европско првенство: друго место 1976. Југославија.